# Torricella Verzate
Torricella Verzate (Tur Sela in dialetto oltrepadano) è un comune italiano di 807 abitanti della provincia di Pavia in Lombardia. Si trova nell'Oltrepò Pavese, nella valle del torrente Verzate al suo sbocco in pianura; il capoluogo si trova su un monticello calcareo in mezzo alla vallata, la frazione Verzate in pianura, ai bordi della ex statale Padana Inferiore.

## Storia
Non è certo se Torricella corrisponda a una località Isella (= isoletta, in latino) nota dal medioevo (il nome sarebbe da interpretarsi come Turris Isella), ipotesi non trascurabile anche per via della forma della collina su cui sorge il paese, che sembra appunto un'isoletta in mezzo a una valle. Certamente il toponimo appare come Turricella nel XIII secolo.
Nella frazione Verzate sorgeva una casa dei Templari (Santa Maria del Verzario), che con gli altri beni del Tempio, dopo la soppressione dell'Ordine, fu assegnata agli Ospitalieri di san Giovanni, cui rimase fino all'epoca napoleonica. Vi è chi ipotizza che i Templari stessi abbiano avuto un ruolo nello sviluppo di Torricella.
Torricella e Verzate, dominio pavese dal 1164, appartennero alla podesteria o squadra di Montalto, infeudata ai Belcredi, e di questo feudo fecero parte fino al XVIII secolo. Bisogna notare però che nel 1470 la frazione Bosco Madio fu infeudata con Corvino San Quirico agli Arcimboldi, e i successivi feudatari di Corvino, i Mezzabarba di Pavia, continuarono a intitolarsi conti di Corvino e Torricella; non è chiaro se il territorio dell'attuale comune fosse diviso tra i due feudi (lungo il torrente Verzate) o fosse in condominio: forse le due condizioni si succedettero nel tempo.
Il comune di Torricella fu soppresso e unito a Corvino San Quirico tra il 1928 e il 1946.

### Simboli
Lo stemma è stato adottato con delibera del consiglio comunale dell'11 agosto 1997. La torre ricorda l'etimologia del nome; la croce è l'emblema del capoluogo Pavia; le spighe simboleggiano la principale coltura del paese.
Il gonfalone è un drappo rettangolare di giallo.

## Monumenti e luoghi di interesse
- Torre Isella: detta anche Torre Saracena o Torre Paterna è una torretta medievale sita nei pressi del santuario. Posta in posizione dominante su uno sperone roccioso della prima fascia collinare, consente un'ampia visuale sulla pianura Padana e dell'Oltrepò Pavese[6].

## Società

### Evoluzione demografica
Abitanti censiti